# Castillo de San Miguel (Cartaya)
El castillo de San Miguel se encuentra en la margen oriental de la desembocadura del río Piedras, en España. Servía de defensa de la localidad de San Miguel de Arca de Buey, actual El Rompido, y junto con las torres de almenara más cercanas,para el control de la desembocadura del río Piedras y de esta parte del litoral onubense.
Fue abandonado en el siglo XVI por las frecuentes incursiones de piratas berberiscos y finalmente destruido por piratas holandeses. Está declarado Bien de Interés Cultural.

## Historia
La carta fundacional de San Miguel de Arca de Buey se redactó el 6 de abril de 1458 por orden de Don Álvaro de Zúñiga, señor de Gibraleón. Se desconoce el origen de sus repobladores, aunque debieron ser procedentes del Norte de España y de Portugal. Esta acta concedía privilegios similares a los concedidos a la vecina villa de Cartaya: franquicias de pedidos y monedas reales, exenciones de la alcabala, préstamos y otros impuestos señoriales.
De 1534 a 1637 la población crece en casi toda la provincia pero no en San Miguel. El pueblo fue saqueado muchas veces pues las continuas y productivas expediciones cargadas de riqueza que arriban desde América a los puertos andaluces, atrajeron a estas una porción de piratas que fueron el terror de los marinos y que atacaban a las indefensas poblaciones, y también a ciudades como Cádiz y Gibraltar. Por este motivo Felipe II mandó organizar la defensa de las costas con la construcción de fortificaciones; una en Punta Umbría y otra junto a la Laguna del Portil. También quisieron hacer otras en otros lugares incluido San Miguel de Arca de Buey.
No obstante, el 10 de agosto de 1577 D. Luis Bravo Laguna recomienda que se repare la fortaleza de San Miguel, construyéndose en ella un torrejoncillo para que sirva de luminaria y dar aviso a las otras torres. El saqueo siguió y San Miguel terminó despoblado por lo que, en 1597, se tuvo que publicar una nueva carta de repoblación de la villa. Pero continuaron los mismos problemas que hicieron que en 1630 se despoblara la villa totalmente.
En 1651 Cartaya tomó posesión de San Miguel, el primero de enero, en virtud del poder dado por el Duque de Béjar al Corregidor y Justicia Mayor de Gibraleón, para que en su nombre se posesionase de la villa de San Miguel de Arca de Buey. El gran terremoto de 1755 destruyó toda la iglesia con su torre.
El caserío de San Miguel se localizaba en la ladera de la colina que muere a los pies del faro antiguo del Rompido. Conformaba calles que discurrían paralelas a la orilla de la ría del Piedras. En la cumbre de dicha colina, donde hoy se sitúa el hotel Fuerte del Rompido y anteriormente se ubicaba la Casa del Castillo de San Miguel, se emplazaba la fortaleza y la iglesia parroquial, con su cementerio, que ha salido a la luz en unas recientes excavaciones.[¿cuándo?] En la zona elevada se situaban también las casas consistoriales. El castillo de San Miguel servía de defensa de la localidad y, junto con las torres de almenara más cercanas, mandadas levantar por Felipe II y construidas a finales del siglo XVI y principios del XVII, para el control de la desembocadura del río Piedras, puerta de acceso por mar a las villas de Lepe y Cartaya, y de esta parte del litoral onubense.